# 다카노촌 (사이타마현)
다카노촌(高野村)은 사이타마현 기타카쓰시카군에 존재했던 촌이다. 현재의 스기토정 중부에 해당한다.

## 역사
- 1889년 4월 1일 - 정촌제 시행에 의해 기타카쓰시카군 다이야촌이 성립하였다.
- 1955년 2월 11일 - 스기토정, 데이고촌, 다이야촌과 합병해, 새로운 스기토정이 성립해, 동일 다카노촌은 폐지되었다.

## 교통

### 철도
도부닛코선이 촌 지역을 통과하고 있지만 역은 존재하지 않았다. 스기토코야다이역은 1986년에 개업했다.

## 도로
- 닛코 가도
- 닛코 고나리 가도

## 참고문헌
- 角川日本地名大辞典 11 埼玉県